# Jackson Mendy
Jackson Mendy est un footballeur international sénégalais né le 25 mai 1987 à Mont-Saint-Aignan en France, ayant évolué comme défenseur.

## Biographie
Le 12 août 2010, il signe un contrat de deux ans avec le Grenoble Foot 38.
Après la relégation administrative du club grenoblois en juillet 2011, Jackson rejoint l'AC Ajaccio, promu en Ligue 1. Ne jouant que quatre matchs dont trois en championnat, Mendy signe pour deux ans avec le club grec de l'APO Levadiakos, le 6 janvier 2012.

## Palmarès
Vierge.